# Relations entre l'Indonésie et les Philippines
Les relations entre l'Indonésie et les Philippines sont les relations bilatérales entre ces deux pays. Ils ont établi des relations diplomatiques en 1949. Depuis lors, les deux pays entretiennent des relations bilatérales cordiales dans un esprit de parenté. Les deux pays sont considérés comme des alliés et il est considéré comme l'une des relations bilatérales les plus importantes de l'ASEAN. Les deux pays ont établi des ambassades dans chacune des capitales, l'Indonésie a son ambassade à Manille et son consulat général à Davao, tandis que les Philippines ont leur ambassade à Jakarta et leur consulat général à Manado. Des visites majestueuses de haut rang ont été effectuées pendant des années.
Les deux nations sont fondatrices de l'ANASE et membres du Mouvement des non-alignés et de l'APEC. Les deux pays sont membres du triangle de croissance de l'ASEAN oriental[Quoi ?] avec Brunei et la Malaisie dans le BIMP-EAGA[Quoi ?]. Les deux pays sont principalement composés d'îles et rejettent tous les deux les revendications territoriales de la république populaire de Chine dans la région.
Les Philippines et l'Indonésie partagent également plusieurs problèmes de sécurité non traditionnels, notamment le changement climatique, le terrorisme et la reprise économique après la pandémie de COVID-19 au milieu de la guerre russo-ukrainienne et de la tension bouillonnante dans le détroit de Taïwan.